# Émile Bachelet
Émile Bachelet (30 januari 1863 – 2 maj 1946) var en fransk-amerikansk uppfinnare. Han föddes i Nanterre, Frankrike, och emigrerade till USA på 1880-talet. Bachelet blev amerikansk medborgare 1893. 1912 fick han patent på en "levitating transmittus apparatus" avsedd att transportera objekt från en plats till en annan i väldigt hög hastighet. 1914 presenterade han en modell i London där ett 1 meter långt "tåg" leviterade en centimeter över en 11 meter lång bana (vilket var det första exemplet på ett maglevtåg).
Bachelet avled i Poughkeepsie 1946.

## References
1. 1 2 3  ”Emile Bachelet Collection | Collection | search=s=0&n=10&t=C&q=emile+bachelet&i=0 | SOVA”. sova.si.edu. https://sova.si.edu/record/NMAH.AC.0302?s=0&n=10&t=C&q=emile+bachelet&i=0. Läst 18 mars 2023.
2. ↑  ”Emile Bachelet † - Maglev”. www.maglevboard.net. https://www.maglevboard.net/en/about/in-memoriam/371-emile-bachelet. Läst 18 mars 2023.